# Marianne Lecène
Marianne Lecène est une actrice française née le 30 mars 1936 à Foix.

## Biographie
Parallèlement à sa courte carrière de comédienne commencée à dix-sept ans avec le film Les Fruits sauvages réalisé par Hervé Bromberger, Marianne Lecène a été speakerine à la Radiodiffusion-télévision française de 1956 à 1958 (6e photo en partant du haut, de la page ci-dessous référencée).
Elle est la porte-parole du jury français lors du Grand Prix Eurovision 1959 de la chanson européenne.

## Filmographie

### Cinéma
- 1954 : Les Fruits sauvages de Hervé Bromberger : Anna
- 1955 : Les Premiers Outrages de Jean Gourguet : Françoise

### Télévision
- 1954 : Sylvie et le Fantôme de Stellio Lorenzi : Sylvie
- 1958 : Un Don Juan de Claude Dagues : une jeune femme
- 1961 : Quitte pour la peur de Jean-Marie Coldefy : la duchesse
- 1961 : Les Deux Orphelines de Youri : Henriette
- 1962 : Pauvre Martin de Jean-Marie Coldefy : la femme de Martial

### Doublage
- 1966 : L'agent Gordon se déchaîne (Password : Uccidete agente Gordon) de Sergio Grieco : Karin (Helga Liné)
- 1967 : Wanted, le recherché : Evelyn Baker  (Teresa Gimpera)